# Лунн, Петер Вильхельм
Пе́тер Ви́льхельм Лунн (Peter Wilhelm Lund) — датский ботаник, зоолог и палеонтолог.

## Биография
Лунн изучал медицину в Копенгагене и получил учёную степень кандидата наук в 1829 году в тогда ещё датском Университете имени Христиана Альбрехта в Киле. С 1833 года он собирал в Бразилии фоссилии. В 1835 году в окрестностях Лагоа-Санта он обнаружил известняковые пещеры с богатым материалом окаменелостей. Сберечь и определить их стало делом его жизни. Названная в его честь местность напоминает об этом.
В 1843 году он обнаружил кости гоминид возрастом более 10 000 лет и вызвал тем самым обсуждение вопроса заселения Южной Америки.

## Труды
- Physiologische Resultate der Vivisectionen neuerer Zeit — Preisschrift, Kopenhagen, Brummer 1825.
- Lütken, Christian Frederik: E Museo Lundii. En Samling af Afhandlinger om de i det indre Brasiliens Kalkstenshuler af … P. V. Lund udgravede … Dyre- og Menneskeknogler … Udgivet af … C. F. Lütken. Kjøbenhavn, 1888.